# Portage la Prairie
Portage la Prairie é uma cidade do Canadá, província de Manitoba. Sua área é de 24.67 Km quadrados, e sua população é de 12,976 habitantes (censo nacional de 2001).